# Kaarel Eenpalu
Kaarel Eenpalu, già Karl August Einbund (nome tedesco estonizzato nel 1935), (Tartu, 28 maggio 1888 – Kirov, 28 gennaio 1942), è stato un politico e giornalista estone.
Fu il tredicesimo Anziano Capo di Stato dell'Estonia e anche un Primo ministro.

## Formazione
Eenpalu studiò al Ginnasio Hugo Treffner di Tartu. tra il 1909 e il 1914 frequentò la facoltà di Legge all'Università di Tartu e successivamente conseguì la laurea all'scuola militare di Pavlovsk nel 1917.

## Giornalismo
Dal 1910 al 1912 e nel 1915 fu membro del comitato editoriale del quotidiano Postimees a Tartu, nel 1918 divenne redattore del Postimees, e nel 1920 capo redattore del quotidiano Tallinna Teataja (Gazzetta di Tallinn), e nel 1924 capo redattore del giornale Kaja (l'Eco).

## Partecipazioni alle guerre
Eenpalu partecipò alla prima guerra mondiale, come comandante battaglione nel Primo Reggimento di Artiglieria Estone nel 1917 e nel 1918.
Durante la Guerra d'indipendenza estone nel 1918–1919, inizialmente comandò il Battaglione degli Studenti di Tartu, e successivamente un battaglione nel Secondo Reggimento di Artiglieria Estone.

## La carriera politica
Eenpalu fu un membro della Assemblea Costituente Estone (in estone: Asutav Kogu, 1919-1920), membro dell'Assemblea Nazionale (Riigikogu) (1920-1937), membro della Camera dei Deputati (in estone:Riigivolikogu, fino al 1938) e ricoprì una serie di alte cariche governative nel nuovo stato indipendente dell'Estonia.
Nel 1919 - 1920 fu Revisore generale dei conti dello Stato.
Nel 1920, 1921 - 1924 e 1924 - 1926 ricoprì la carica di Ministro dell'interno, e può essere considerato un fondatore della Polizia di stato Estone. Dal 22 giugno 1926 al 19 luglio 1932 e dal 18 maggio 1933 al 29 agosto 1934 fu Presidente del III, IV, V Riigikogu.
Dal 19 luglio al 1º novembre del 1932 fu Anziano Capo di Stato, (in estone Riigivanem). Nel 1934 - 1938 egli fu nuovamente Ministro dell'interno, e nel 1938 - 1939 fu Primo ministro dell'Estonia.

## La prigionia e la morte nei campi di sterminio sovietici
Con il Patto Molotov-Ribbentrop, nel 1940 sovietici occuparono militarmente l'Estonia. Eenpalu insieme alla maggioranza dei politici estoni, fu arrestato dai russi nel luglio del 1940 e conseguentemente deportato nei gulag siberiani in Urss. Morì di fame e di intensi lavori forzati nel gennaio del 1942, presso un campo di prigionia a Kirov (Oblast' di Kirov), in Urss
Sua nipote Anne Eenpalu è un'attuale giornalista e politica estone.

## Onorificenze
1927 – Ordine della Croce Rossa Estone I/II
1930 – Ordine della Croce dell'Aquila I
1935 – Ordine della Croce Rossa Estone I/I
1938 – Ordine della Stella Bianca I
1939 – Ordine dello Stemma Nazionale I